# Joe Masseria
Giuseppe « Joe The Boss » Masseria, né le 17 janvier 1887 à Marsala (Sicile, Italie) et mort le 15 avril 1931 à New York (États-Unis), est un mafioso new-yorkais.

## Biographie
Il était l'un des cinq lieutenants (caporegime) de Giuseppe Morello, alors seul et unique parrain à New York. Ce dernier fut assassiné le 15 août 1930. Presque en même temps, trois de ses capi disparaissent : Alfred Mineo et Steve Ferrigno (en), qui dirigeaient ensemble l'une de ses équipes, et Gaetano Reina. Une guerre sans merci éclate alors entre les deux clans restant : la famille Masseria et la famille Maranzano (Guerre des Castellammarese). Mais Salvatore Lucania — alias Charles Lucky Luciano — et Vito Genovese, devenus ses lieutenants, lassés par cette guerre ne tarderont pas à le trahir, avec la complicité de Salvatore Maranzano. Il est tué le 15 avril 1931, par un groupe de Salvatore Maranzano comprenant notamment Benjamin Bugsy Siegel, alors qu'il déjeune dans un restaurant en compagnie de Luciano, qui entre-temps a prétexté aller aux toilettes. Maranzano deviendra alors Boss of bosses ou Capo di tutti capi,.

### Cinéma
Le film "Cosa Nostra", réalisé par Terence Young en 1972, met en scène le meurtre de Giuseppe Masseria. 